# 12578 Bensaur
12578 Bensaur è un asteroide della fascia principale. Scoperto nel 1999, presenta un'orbita caratterizzata da un semiasse maggiore pari a 2,3013342 UA e da un'eccentricità di 0,1268134, inclinata di 7,26162° rispetto all'eclittica.